# Herman Van Loo
Herman Van Loo (Malinas, 14 de enero de 1945) es un deportista belga que compitió en ciclismo en las modalidades de pista, especialista en la prueba de persecución individual, y ruta.
Ganó dos medallas de plata en el Campeonato Mundial de Ciclismo en Pista, en los años 1962 y 1964.

## Medallero internacional
| Campeonato Mundial | Campeonato Mundial | Campeonato Mundial | Campeonato Mundial         |
| Año                | Lugar              | Medalla            | Competición                |
| ------------------ | ------------------ | ------------------ | -------------------------- |
| 1962               | Milán (Italia)     | Medalla de plata   | Persecución individual (A) |
| 1964               | París (Francia)    | Medalla de plata   | Persecución individual (A) |